# Клапан Presta
Клапан Presta (также известный как французский клапан) — пневматический клапан для камер велосипедов. В основном используется на шоссейных, гибридных и других велосипедах, имеющих тонкий обод колеса. Имеет винтовую запорную гайку, которая закрепляет клапан в закрытом состоянии. Возможно использование завинчивающийся грязезащитной крышки (совместимы с крышками на клапаны Dunlop).
Так как обычно самое слабое место обода — это отверстие для клапана, то меньший диаметр (6 мм) по сравнению с другими клапанами позволяет уменьшить ширину обода колеса без значительного его ослабления.
Сам клапан имеет свободный ход около 2 мм, но при накачивании запирается изнутри нарастающим давлением.
Ободья, предназначенные для этого клапана, возможно адаптировать для других клапанов путём расширения отверстия до 8 мм, однако это в известной степени ослабит его. Вместе с тем возможно адаптировать и ободья, предназначенные для других клапанов, поместив специальный адаптер или самодельную подкладку в отверстие для клапана.
Используемые переходники для автомобильных насосов (клапан Шрадера) должны иметь резиновый уплотнитель, так как их короткое резьбовое соединение с клапаном не позволяет эффективно сдерживать давление при накачивании.
Преимущества относительно других клапанов:
- меньший диаметр (6 мм) что увеличивает конструкционную жесткость на тонких ободьях велосипедов (гибридных, шоссейных);
- меньший вес колеса (незначительно);
- удобно стравливать давление.

Недостатки:
- меньшая распространённость насосов — для всех автомобильных насосов (клапан Шрадера) необходим качественный переходник. Не у всех компактных ручных велосипедных насосов присутствует в виде опции возможность накачивания через этот клапан;
- при неаккуратном воздействии при накачивании возможно поломать шток клапана с невозможностью дальнейшей эксплуатации камеры целиком. В дорогих камерах возможна замена механизма клапана.